# 睡蓮葉 (紋飾)

睡蓮葉符號

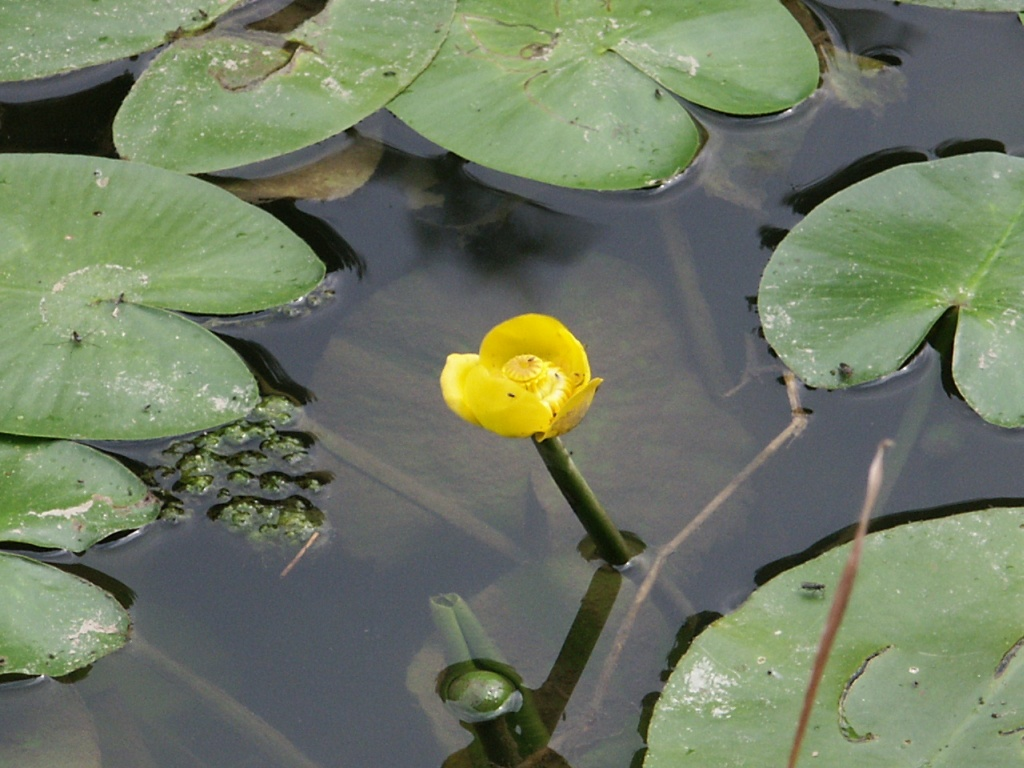
欧亚萍蓬草

睡蓮葉（西菲士蘭語：pompeblêd、東菲士蘭語：Pupkeblad）是一種由睡蓮科植物欧亚萍蓬草的葉片所的設計出的符號，通常為紅色（有部份地區使用其他顏色），近似於心形，有時也被誤認做愛心。睡蓮葉符號被普遍認為是弗里西亞地區的象徵之一，該區域（北起丹麥西南部海岸，向南經德國西北部延伸到荷蘭海岸）的旗幟或是紋章經常使用此符號。
在西弗里斯蘭語中，使用術語pompeblêd。該名稱是由荷蘭紋章學家約翰尼斯·里埃斯塔普於1857年從德語引入，用來表示弗里斯蘭省旗上的七個紅色葉片符號。七個紅色的pompeblêden代表早期的七個弗里斯蘭海國家。事實上當時弗里斯蘭海的國家不只七個，所以七也可能純粹象徵『很多』之意。

## 應用

### 地區

荷蘭弗里斯蘭省旗
荷蘭格罗宁根省省徽
荷蘭布卢门达尔旗幟
荷蘭布勞豪伊斯（英语：Blauwhuis）旗幟
比利時瓦夫爾旗幟
德國泰克伦堡紋章
德國威瑪紋章
德國奧拉明德紋章
丹麥國徽

### 組織

菲仕蘭理事會（英语：Interfrisian Council）旗幟

### 歷史上

奥默兰登（英语：Ommelanden）旗幟（荷蘭共和國時期）